# Eliyahu Lankin
Eliyahu Lankin (en hebreo: אליהו לנקין‎, 25 de septiembre de 1914 - 10 de agosto de 1994) fue un activista sionista revisionista, miembro del Irgun y político israelí.

## Biografía
Eliyahu Lankin nació en Gomel y se mudó con su familia a Manchuria tras la Revolución de Octubre a la edad de tres años. Estudió en la Escuela Secundaria Rusa en Harbin. A la edad de 16 años, se unió a Betar y emigró a Palestina tres años después.
Lankin murió en 1994 y fue enterrado en Har HaMenuchot. Una calle de Jerusalén lleva su nombre.

## Activismo político
En 1934, Lankin se unió al Irgun. De 1935 a 1939, fue miembro de Notrim, responsable de defender las vidas y propiedades judías de las incursiones de los terroristas árabes. Como miembro del Irgun, participó en el arribo de los inmigrantes clandestinos judíos en la costa mediterránea de la Tierra de Israel. En mayo de 1944, fue nombrado Comandante del Distrito de Jerusalén. Participó en el ataque a la oficina de inteligencia británica en Jerusalén en julio de 1944. En diciembre de 1944, fue arrestado por los británicos como resultado de un informe de la Haganá y fue exiliado a África. Tras varios intentos, logró -el único de los 107 prisioneros - escapar del campo de Eritrea el 10 de noviembre de 1945. Finalmente, llegó a París en enero de 1947 y fue nombrado comandante del cuartel general del Irgun en Europa. Comandó el Altalena, el cual llevó a Israel. Después de desembarcar, fue arrestado por el gobierno israelí y permaneció en detención administrativa durante dos meses, junto con otros cuatro comandantes del Irgun.
Al ser liberado, se unió a las Fuerzas de Defensa de Israel, se graduó de un curso para oficiales y fue comandante de batallón.
Se desempeñó como miembro de la primera Knesset, en representación de Herut. Posteriormente, estudió derecho en la Universidad Hebrea de Jerusalén, y se certificó como abogado en 1954.

## Carrera diplomática
Después de la llegada al poder del Likud, fue nombrado embajador en Sudáfrica, sirviendo de 1981 a 1985. En 1983, el Primer ministro de Israel, Menachem Begin, nombró a Lankin embajador en el Reino Unido. El gobierno británico estaba indignado por su selección debido a su pasado en el Irgun y advirtió que dañaría las relaciones anglo-israelíes. La crisis se resolvió cuando Lankin rechazó la oferta y continuó sirviendo como embajador en Sudáfrica.